# Adis Lagumdzija
Adis Lagumdzija (ur. 29 marca 1999) – turecki siatkarz pochodzenia bośniackiego, grający na pozycji atakującego. 
Jego ojciec Ekrem był siatkarzem i również młodszy brat Mirza uprawia siatkówkę.

## Sukcesy klubowe
Liga turecka:
- 2018, 2019

Puchar CEV:
- 2023[8]

Puchar Włoch:
- 2025[9]

Puchar Challenge:
- 2025[10]

Liga włoska:
- 2025[11]

## Sukcesy reprezentacyjne
Mistrzostwa Europy Kadetów:
- 2015[12], 2017

Liga Europejska:
- 2019[13], 2021, 2023
- 2022[14]
- 2018[15]

## Nagrody indywidualne
- 2017: MVP Mistrzostw Europy Kadetów[16]
- 2021: MVP Ligi Europejskiej[17]
- 2023: MVP finału Pucharu CEV